# José Tomás de Aguiar Catanhede
José Tomás de Aguiar Catanhede foi um político brasileiro.
Assumiu a presidência interina da província do Piauí, de 17 a 19 de março de 1872.